# Nowe Selo (Ternopil)
Nowe Selo (ukrainisch Нове Село; russisch Новое Село/Nowoje Selo, polnisch Nowe Sioło) ist ein Dorf im Rajon Pidwolotschysk der Oblast Ternopil im Westen der Ukraine etwa 10 Kilometer westlich der ehemaligen Rajonshauptstadt Pidwolotschysk und 56 Kilometer südlich der Oblasthauptstadt Ternopil gelegen.

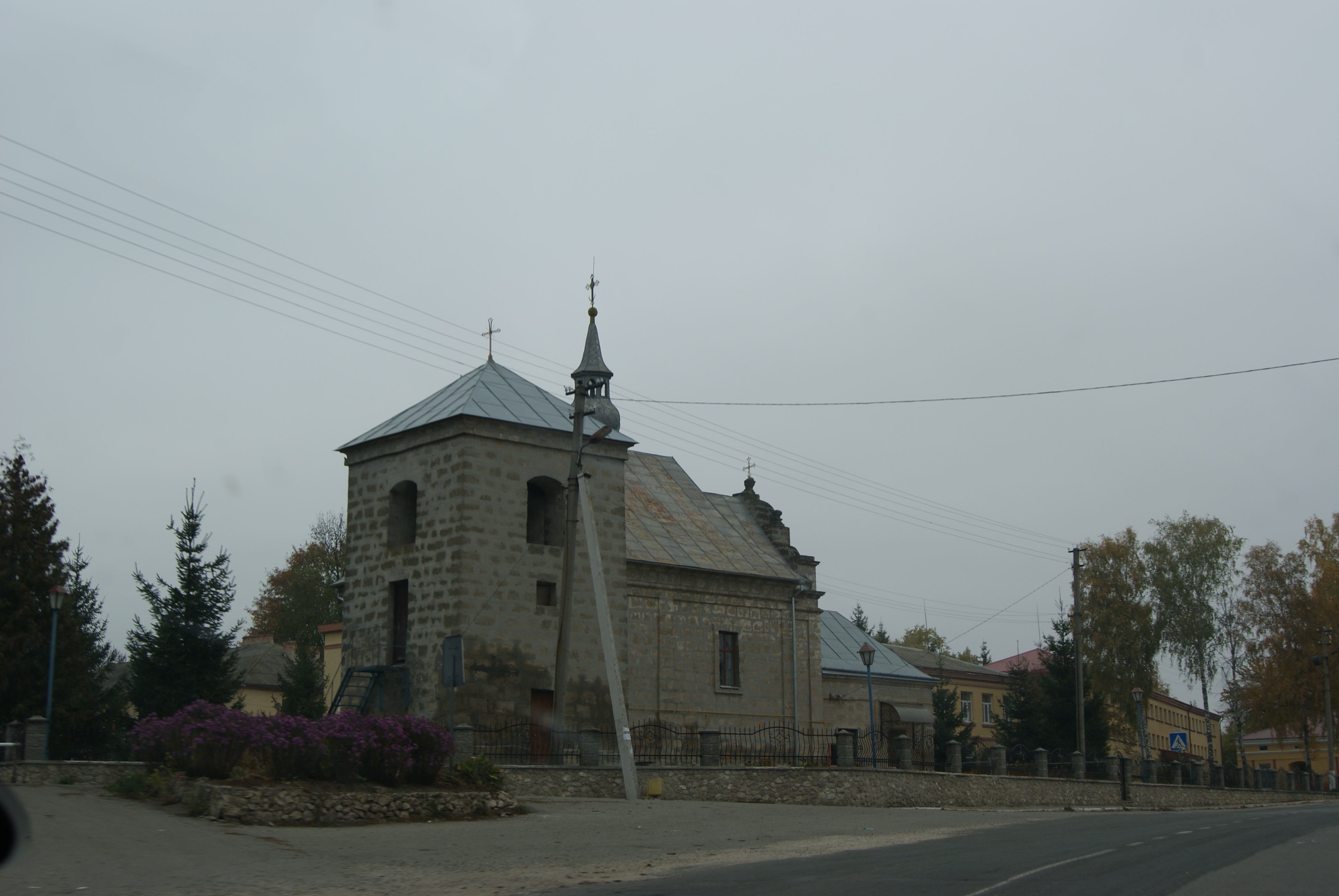
Kirche im Ort

Zur gleichnamigen Landratsgemeinde Nowe Selo im Rajon Pidwolotschysk zählten bis 2015 auch die Dörfer Hnylytschky, Holoschynzi, Kosjari und Suchiwzi, am 3. August 2015 wurde das Dorf zum Zentrum der neugegründeten Landgemeinde Nowe Selo (Новосільська сільська громада/Nowosilska silska hromada). Zu dieser zählen auch noch die 7 Dörfer Hnylytschky (Гнилички), Hnylyzi (Гнилиці), Holoschynzi (Голошинці), Kosjari (Козярі), Lyssytschynzi (Лисичинці), Schelpaky (Шельпаки) und Suchiwzi (Сухівці).
Am 12. Juni 2020 wurde die Landgemeinde wieder aufgelöst und das Dorf ein Teil der Landmeinde Skoryky.
Seit dem 17. Juli 2020 ist sie ein Teil des Rajons Ternopil.

## Geschichte
Der Ort wurde 1463 zum ersten Mal schriftlich erwähnt und lag zunächst in der Woiwodschaft Podolien als Teil der Adelsrepublik Polen. Von 1772 bis 1918 gehörte er, mit Unterbrechung zwischen 1810 und 1815, als er als Teil des Tarnopoler Kreises an Russland abgetreten werden musste, unter seinem polnischen Namen Nowesioło zum österreichischen Galizien, ab 1867 war er Sitz eines Bezirksgerichts der Bezirks Zbaraż.
Nach dem Ende des Ersten Weltkrieges kam der Ort zu Polen (in die Woiwodschaft Tarnopol, Powiat Zbaraż, Gmina Nowe Sioło), wurde im Zweiten Weltkrieg ab September 1939 von der Sowjetunion und dann ab Sommer 1941 bis 1944 von Deutschland besetzt, hier wurde der Ort in den Distrikt Galizien eingegliedert. Während der Sowjetischen Besetzung Ostpolens wurde der Ort im Januar 1940 zur Rajonshauptstadt des Rajons Nowe Selo. Der Rajon bestand dann mit Unterbrechung während der deutschen Besatzung bis 1959, als er in den Rajon Pidwolotschysk integriert wurde.
Nach dem Ende des Krieges wurde der Ort der Sowjetunion zugeschlagen, dort kam das Dorf zur Ukrainischen SSR und ist seit 1991 ein Teil der heutigen Ukraine.